# Janina Buhl
Janina Buhl (ur. 1901, zm. 1942) – zasłużona nauczycielka i kierowniczka szkoły w Przyłękowie, więźniarka i ofiara obozu Auschwitz.

## Życiorys
Janina Buhl urodziła się w 1901 roku w Żywcu. W 1926 otrzymała dyplom nauczycielki szkół powszechnych w Miejskim Seminarium Nauczycielskim Żeńskim w Ropczycach. Pracę rozpoczęła w szkole w Ciscu.
W 1936 roku na własną prośbę została przeniesiona do czteroklasowej szkoły w Przyłękowie, która mieściła się w małym, drewnianym budynku. Kierowała nią i uczyła, lekcje rozpoczynając od odśpiewania polskiego hymnu.
W 1939 roku, gdy nastała okupacja hitlerowska, nauczycielka nie wyrzekła się polskiego pochodzenia, mimo że okupanci namawiali ją do podpisania volkslisty, ponieważ miała niemieckie nazwisko po ojcu Austriaku. Gestapowcy kontrolowali szkołę, w której uczyła, wiedząc, że przekazuje w niej patriotyczne wartości. Polonistka dostała 10 dni na zaprzestanie nauki historii i pieśni patriotycznych oraz na zdjęcie ze ściany polskiego godła.
Janina Buhl nie oddała Niemcom godła, ukrywając je przed nimi. Na początku roku 1940 została aresztowana. Była trzy razy sądzona: w Żywcu, Wadowicach i Katowicach. Proponowano jej wyrzeczenie się polskości, jednak odmówiła.
Ostatecznie trafiła do obozu w Auschwitz, gdzie na początku 1942 roku zginęła, prawdopodobnie w komorze gazowej.

## Upamiętnienie
Dnia 9 listopada 2007 roku jej imieniem nazwano szkołę podstawową w Przyłękowie, a także wmurowano i poświęcono kamienną tablicę.